# Хур (Фарс)
Хур, или Кхур, или Хвор, или Кхвор (перс. خور‎) — небольшой город на юге Ирана, в провинции Фарс. Входит в состав шахрестана  Ларестан.

## География и климат
Город находится в южной части Фарса, в горной местности юго-восточного Загроса, на высоте 867 метров над уровнем моря.
Хур расположен на расстоянии приблизительно 270 километров к юго-востоку от Шираза, административного центра провинции и на расстоянии 930 километров к юго-юго-востоку (SSE) от Тегерана, столицы страны.
Климат города засушливый, с маленьким (около 200 мм) количеством выпадающих осадков в течение года. Среднегодовая температура составляет +23 °C.

## Население
По данным переписи, на 2006 год население составляло 6 370 человек; в национальном составе преобладают персы (носители диалекта Хури), в конфессиональном — мусульмане-сунниты.